# Daintria australicus
Daintria australicus är en insektsart som först beskrevs av Lucien Chopard 1951.  Daintria australicus ingår i släktet Daintria och familjen syrsor. Inga underarter finns listade i Catalogue of Life.